# Талава (підрозділ окружного секретаріату)
Підрозділ окружного секретаріату Талава — підрозділ окружного секретаріату округу Анурадхапура, Північно-Центральна провінція, Шрі-Ланка. Складається з 39 Грама Ніладхарі.